# Anatumomab mafenatox
L'anatumomab mafenatox è un anticorpo monoclonale di topo usato per il trattamento del cancro polmonare non a piccole cellule.
Si tratta di una proteina di fusione di un frammento Fab con un'enterotossina (mafenatox) di Staphylococcus aureus.
Il farmaco agisce boccando sull'antigene TAG-72

### Anatumomab mafenatox
- (EN) Biochimica et biophysica acta, Elsevier Pub. Co., 2004.
- (EN) Martin Negwer e Hans-Georg Scharnow, Organic-chemical drugs and their synonyms: (an international survey), Wiley-VCH, 14 settembre 2001, ISBN 978-3-527-30247-5.